# سعید نفاع
سعید نفاع (عربی: سعيد نفاع‎، عبری: סעיד נפאע‎؛ متولد ۱ آوریل ۱۹۵۳) سیاستمدار و وکیل عرب اسرائیلی است. او که شهروند دروزی اسرائیل است بین سال‌های ۲۰۰۷ تا ۲۰۱۳ عضو کنست از حزب بلد بود.
نفاع در سال ۱۹۵۳ در خانواده‌ای از آیین دروزی در بیت جن به دنیا آمد. او در سن ۱۴ سالگی به حزب کمونیست ماکی پیوست. نفاع در دانشگاه تل‌آویو حقوق خواند و در سال ۱۹۸۳ فارغ‌التحصیل شد. در سال ۱۹۸۹ به عنوان نماینده حزب ماکی به شورای محلی زادگاهش انتخاب شد و در دهه ۱۹۹۰ به عنوان شهردار و معاون شهردار نیز خدمت کرد.
او در سال ۱۹۹۷ از حزب ماکی جدا شد و در سال ۱۹۹۹ همراه با گروه بزرگی از دیگر اعضای جامعه دروزی اسرائیل به حزب عربی بلد پیوست.
در سال ۲۰۰۱، نفاع «پیمان دروزی‌های آزاد» را اعلام کرد؛ ابتکاری که هدف آن پایان دادن به خدمت اجباری دروزی‌ها در ارتش اسرائیل و تقویت هویت این جامعه به عنوان بخشی جدایی‌ناپذیر از جمعیت فلسطینی‌تبار در اسرائیل و ملت فلسطین به طور کلی بود. خود نفاع یک معترض وجدانی است که به دلیل امتناع از انجام خدمت سربازی چندین بار زندانی شده و چهار نفر از پسرانش نیز به دلیل خودداری از پیوستن به ارتش محاکمه شده‌اند.
کمیته دیگری که نفاع در سال ۲۰۰۳ تأسیس کرد، با هدف تسهیل ارتباط میان رهبران دروزی در اسرائیل و سایر کشورهای عربی، به ویژه سوریه و لبنان فعالیت می‌کند.
پیش از انتخابات ۲۰۰۶، نفاع در رتبه چهارم فهرست حزب بلد قرار گرفت. اگرچه بلد تنها سه کرسی در انتخابات به دست آورد، اما نفاع در ۲۴ آوریل ۲۰۰۷ به عنوان جایگزین رهبر حزب عزمی بشاره که استعفا داده بود، وارد کنست شد. او در انتخابات ۲۰۰۹ در رتبه دوم فهرست حزب قرار گرفت و با کسب سه کرسی توسط حزب، کرسی خود را حفظ کرد.
در پایان فوریه ۲۰۱۲، نفاع مهمان ویژه تجمعی در حمایت از بشار اسد و رژیم او در سوریه بود. او در این مراسم اعلام کرد که برای حمایت از رژیم اسد و محکوم کردن ائتلاف خارجی که برای جلوگیری از اصلاحات اسد تشکیل شده بود، به این تجمع آمده است. وی همچنین گفت که ائتلاف غربی، موضوع "نسل‌کشی" را ساخته و این ائتلاف مسئول مرگ کودکان سوریه است، زیرا به گروه‌های شبه‌نظامی سلاح می‌دهد. طبق ادعای دادستان‌های اسرائیلی، نفاع در جریان سفر به سوریه با طلال ناجی، دبیرکل جبهه خلق برای آزادی فلسطین (PFLP) نیز دیدار کرده بود.
در دسامبر ۲۰۱۱، نفاع به اتهام ورود غیرقانونی به کشور دشمن و تماس با عامل بیگانه تحت پیگرد قانونی قرار گرفت.
نفاع در انتخابات ۲۰۱۳ شرکت نکرد و به این ترتیب کرسی خود در کنست را از دست داد.
در ۶ آوریل ۲۰۱۴، نفاع به جرم ورود غیرقانونی به کشور دشمن و یک مورد تماس با عامل بیگانه محکوم شد. او از اتهام دوم تماس با عامل بیگانه تبرئه شد. در ۴ سپتامبر ۲۰۱۴، به یک سال زندان محکوم شد.
نفاع در بیت جن زندگی می‌کند و دارای همسر و نه فرزند است.

## همچنین ببینید
- فهرست اعضای عرب کنست

## مراجع
1. ↑  Attorney Said Nafa to replace MK Bishara in case of resignation Haaretz, 10 April 2007
2. ↑  Attorney Said Nafa to replace MK Bishara in case of resignation Haaretz, 10 April 2007
3. ↑  Attorney Said Nafa to replace MK Bishara in case of resignation Haaretz, 10 April 2007
4. ↑  Attorney Said Nafa to replace MK Bishara in case of resignation Haaretz, 10 April 2007
5. ↑  Detailed list of approved candidates: Balad Knesset website (به عبری)
6. ↑  NRG, 5 March 2012, דרישה: להפסיק התמיכה בתיאטרון שאירח כנס תמיכה באסד (Hebrew)
7. ↑  Former MK Said Nafa convicted of contact with foreign agent in Syria
8. ↑  "Former Israeli Arab MK Gets Jail Time over Syria Visit". Haaretz.
9. ↑  Attorney Said Nafa to replace MK Bishara in case of resignation Haaretz, 10 April 2007

## پیوندهای بیرونی
- سعید نفاع در وبگاه کْنِسِت